# Eupentacta pseudoquinquesemita
Eupentacta pseudoquinquesemita är en sjögurkeart som beskrevs av Elisabeth Deichmann 1938. Eupentacta pseudoquinquesemita ingår i släktet Eupentacta och familjen mjuksjögurkor. Inga underarter finns listade i Catalogue of Life.